# КАМАЗ-3373 «Челнок»
КАМАЗ-3373 «Челнок» — автономный электрогрузовик без кабины автоконцерна КАМАЗ.

## Общие сведения
Бескабинный электрический КамАЗ-3373 «Челнок» впервые продемонстрирован на видеоролике в движении в начале ноября 2020 года.
«Челнок» получил полную автономность, в связи с чем в автомобиле полностью отсутствует кабина.
КамАЗ-3373 имеет равномерное распределению датчиков, симметрию световых приборов и одинаковую нагрузку на каждую ось, благодаря чему любая сторона грузовика может быть как передней, так и задней. Ещё одно преимущество: погрузка также может осуществляться с обеих сторон.
«Челнок» оснащен полноприводным шасси — это позволит ему развернуться даже на маленьких площадках. Оснащён синхронным электродвигателем на постоянных магнитах с векторным управлением.
По заявлению разработчиков, данная платформа будет поддерживать не только установку бортового фургона, но и самосвального кузова. Более того, предусмотрен вариант сцепки нескольких «Челноков» для создания самоуправляемых автопоездов.
Планируется, что беспилотный КамАЗ-3373 будет представлен уже в начале следующего года.

## Технические характеристики
- Масса пустого - 19 тонн
- Грузоподъемность- до 10 тонн
- Скорость - до 40 км/ч
- Запас хода на электробатареях - 50 км
- Бортовая платформа грузовика — 8 метров, ширина — 2,5 метра, высота — 4 метра.